# Le Père
Le Père är en ö i Franska Guyana (Frankrike). Den ligger i den nordöstra delen av landet, 14 km öster om huvudstaden Cayenne.